# Radovan Marčić
Radovan Marčić (Zagreb, 1954.) je hrvatski maritimni pisac, scenarist, producent, kazališni i filmski redatelj, te gastrokritičar.
Odrastao je u Zagrebu točnije na Šalati, a često je boravio i u Malom Lošinju. Završio je dva fakulteta: filozofski i režiju na ADU u Zagrebu.
Radovan Marčić je jedan od pokretača i već petnaest godina urednik najznačajnijeg hrvatskog nautičkog časopisa More. Uredio je dvadesetak knjiga od kojih su najpoznatije Peljar hrvatskog Jadrana, 1300 planova luka, lučica i uvala hrvatskog Jadrana, Poslanice sladokuscima te Gustoza đita koja je prevedena na četiri jezika. U mnogim tiskovinama objavljivani su njegovi tekstovi o gastronomiji, kazalištu i moru. Član je žirija u gastroshowu MasterChef Hrvatska.
Sa suprugom Danicom Dedijer koju je upoznao 1977. ima sina Jerka koji je po zanimanju glumac.